# Simon van Trente

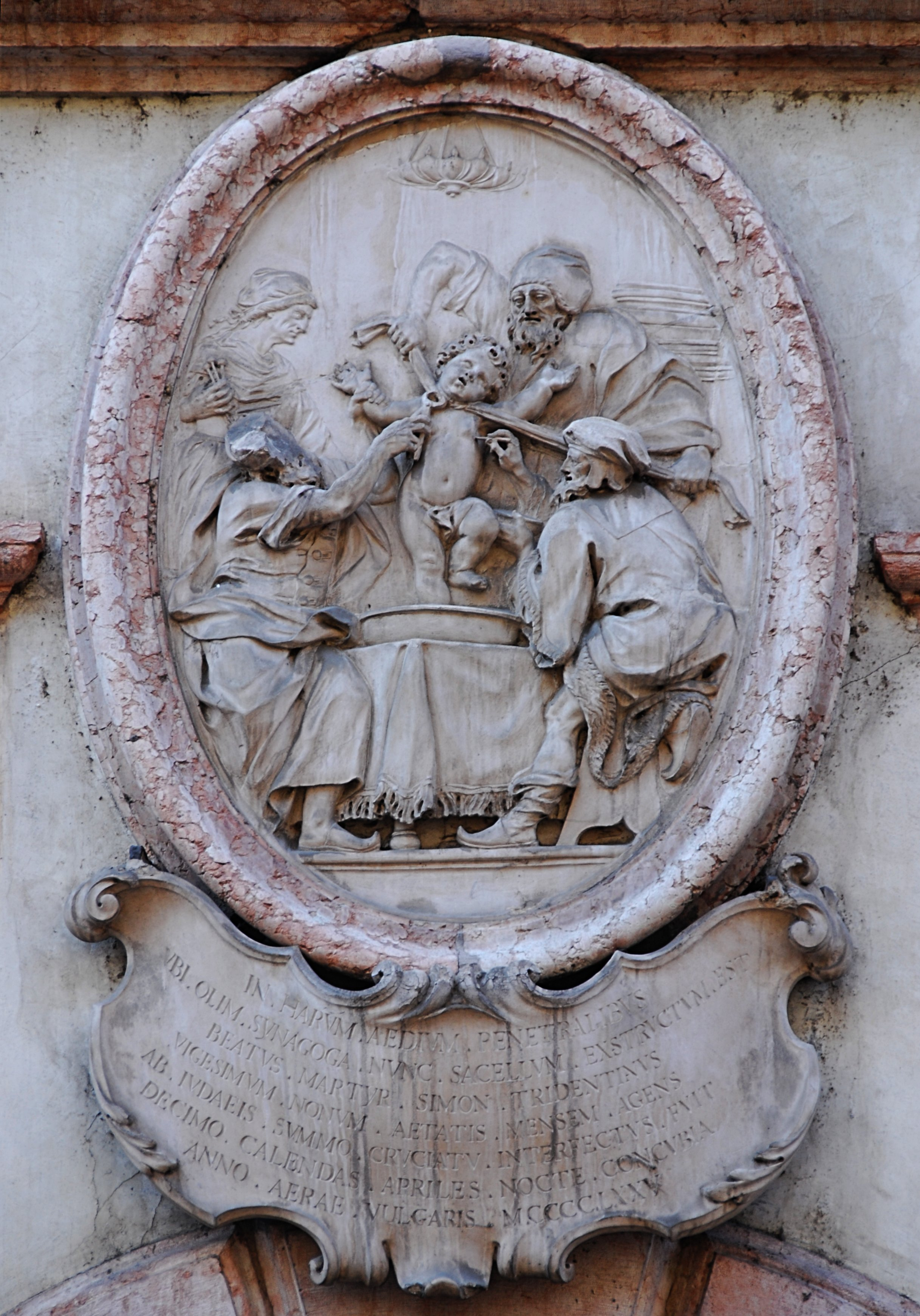
Simon van Trente

Simon van Trente was een jongen en voormalige heilige van de Rooms-Katholieke Kerk geboren in de laat 15e eeuw en gestorven op 21 maart 1475 afkomstig uit Trente, Italië, waarbij de Joodse gemeenschap van Trente ervan beschuldigd werd hem ritueel te hebben vermoord. 
Op Paaszondag 1475 werd in een beek in Trente het 2- of 3-jarige kind Simon dood aangetroffen. Het kind was sinds Witte Donderdag vermist. Samen met andere leden van de joodse gemeenschap werd de joodse Samuel verdacht van de moord om rituele redenen. Na een opzienbarend proces en bekentenissen onder foltering werd geoordeeld dat het kind het slachtoffer was geweest van een rituele moord door de joden en 14 van hen werden terechtgesteld. Terwijl de bisschop van Trente het proces had gesteund, bleef paus Sixtus IV sceptisch. Het lichaam van het kind werd bijgezet in de Sint-Pieterskerk van Trente in de kapel van San Simonino. De verering van Simon werd in  1480 erkend door paus Sixtus IV  en in 1584 werd Simon door paus Gregorius XIII erkend als martelaar. Zijn feestdag was op 24 maart. 

In 1782 werd hij de tweede heilige van het bisdom Trente. Pas in 1965 werd de erkenning opgeheven onder paus Paulus VI en werd vastgesteld dat het hier ging om een gerechtelijke dwaling: Simon zou niet het slachtoffer zijn geworden van een rituele moord door joden, maar van een "gewone" moord door iemand anders.
De verspreiding van het bericht over de moord op Simon van Trente was een der eerste mediagebeurtenissen, die mogelijk werd gemaakt door de recente uitvinding van de boekdrukkunst.

## Varia
In Zeeland stond een kasteel met de naam Kind van Trente. Mogelijk is het kasteel naar de gebeurtenissen in Italië vernoemd.